# Téranga Blues
Pour plus de détails, voir Fiche technique et Distribution.
Teranga Blues est un long métrage écrit et réalisé par le cinéaste, acteur, scénariste, réalisateur et producteur Sénégalais Moussa Sène Absa. Sorti en 2007, le film est au format 35mm et en couleur.

## Synopsis,
Teranga Blues est une lettre adressée à la jeunesse. Le film relate l’histoire d’un jeune homme nommé Madiké Diop, alias Dick, qui voulait traverser l’océan la mort dans l’âme. Il est expulsé d'Europe, plus précisément de Paris, où il a passé six ans. 
Il débarque à l'aéroport Léopold Sédar Senghor de Dakar menotté, mais aussi accompagné de deux policiers Français. Leur but est de transmettre le détenu sénégalais à la police du pays. Il revient au pays seulement avec 20 euros dans la poche. 
Cette situation installe un sentiment grandissant de rancœur et de violence dans le cœur de Dick. Il rejoint alors un ami d'enfance qui l'accueille et l'introduit à son gang composé de trafiquants d'armes. Notre personnage évolue et s'enrichit ainsi. Madické se retrouve alors à réaliser tous ses désirs. Cette nouvelle vie est pleine de surprises et de conséquences. 
Comme le rap musical urbain dakarois, Teranga Blues est une réflexion sur les mutations sociales qui affectent la fierté du peuple sénégalais.

## Fiche technique
- Titre : Teranga Blues
- Pays : Sénégal
- Langue originale : Français, Wolof
- Genre : Drame
- Durée :  93 minutes
- Date de sortie : 2007
- Réalisateur et Scénariste : Moussa Sène Absa
- Assistant réalisateur :  Djibril Saliou Ndiaye
- Caméra : Jean-Paul Da Costa, Bara Diokhané
- Directeur de la photographie : Jean-Jacques Bouhon
- Musique : Daara J
- Montage : Pascale Chavance
- Son : Alioune Mbow
- Producteur : Alioune Badou Ba
- Images : Jean Paul Rosa Da Costa, Bara Diokhané
- Costumes : Sigil
- Electricien : Pape Sarr

## Distribution
- Lord Alajiman : Dick
- Zeka Laplaine : Zéka
- Rokhaya Niang : Rokhaya
- Ibrahima Mbaye "Thié" : Maxu
- Charles Foster :
- Juliette Bâ : Rama
- Faada Freddy⁣ :
- Ndongo D :
- Yakhara Dème : Soukèye
- El Hadj Dieng Blanc :

## Production & Distribution
La production du film est assurée par deux structures de l'audiovisuel : 
- Les Productions de la lanterne (France)
- MSA Productions (Sénégal)

Quant à la distribution, elle est rendue possible grâce à la Cinémathèque Afrique de l'Institut Français.

## Festivals & Prix
Téranga Blues fait partie de la compétition officielle Longs Métrages de fiction au Festival Panafricain du Cinéma et de la Télévision de Ouagadougou (FESPACO) de 2007. 
En 2008, le film reçoit le Python Children, Prix du public au Festival International du Film de Ouidah, au Bénin.